# Hits I Missed...And One I Didn't
Albums de George Jones
50 Years of Hits
(2004) God's Country: George Jones and Friends
(2006)
Hits I Missed...And One I Didn't est un album de l'artiste américain de musique country George Jones. Cet album est sorti le 13 septembre 2005 sur le label Bandit Records.

## Historique
L'album ayant été conçu à l'origine comme un recueil de chansons que George Jones aurait voulu enregistrer, il en a donc enregistré onze qu'il n'avait pas souhaité interpréter à l'époque et qui ont fait un tube pour d'autres chanteurs. Le seul tube qu'il n'a pas « raté » (« the hit he didn't miss ») est un réenregistrement de « He Stopped Loving Her Today », le premier en 25 ans. L'album comprend son premier duo avec Dolly Parton (qui est aussi son premier vidéoclip avec elle) sur la chanson « The Blues Man », écrite par Hank Williams, Jr. La chanson raconte la vie d'un chanteur qui a « commencé à boire, à prendre des trucs qui ont mis le bazar dans ses pensées... qui s'est pris des coups dans des chemins de boue, qui s'est fait poursuivre pour ne pas avoir assuré ses spectacles, » une vie assez proche de celle menée par Jones.
Jones a initialement refusé de réenregistrer « He Stopped Loving Her Today » pendant 25 ans parce que selon son opinion, la version produite par Billy Sherrill était la version définitive. Celle-ci a en effet souvent été présentée comme l'une des meilleures chansons country jamais enregistrées. C'est Keith Stegall, que George Jones a souvent présenté comme un « jeune Billy Sherrill » qui l'a finalement convaincu d'essayer de la réenregistrer.

## Liste des pistes
| No  | Titre                             | Auteur | Durée |
| --- | --------------------------------- | ------ | ----- |
| 1.  | Funny How Time Slips Away         |        | 4:05  |
| 2.  | Detroit City                      |        | 2:55  |
| 3.  | The Blues Man (avec Dolly Parton) |        | 4:32  |
| 4.  | Here in the Real World            |        | 3:40  |
| 5.  | If You're Gonna Do Me Wrong       |        | 3:19  |
| 6.  | Today I Started Loving You Again  |        | 2:37  |
| 7.  | On the Other Hand                 |        | 3:05  |
| 8.  | Pass Me By                        |        | 3:07  |
| 9.  | Skip a Rope                       |        | 2:54  |
| 10. | Too Cold at Home                  |        | 3:40  |
| 11. | Busted                            |        | 2:48  |
| 12. | He Stopped Loving Her Today       |        | 3:21  |

## Positions dans les charts

### Album
| Chart (2005)                      | Positions |
| --------------------------------- | --------- |
| U.S. Billboard Top Country Albums | 13        |
| U.S. Billboard 200                | 79        |